# Briosco
Briosco là một đô thị ở tỉnh Monza và Brianza thuộc vùng Lombardia của Italia, khoảng 30 km bắc Milano. Đến thời điểm 31 tháng 12 năm 2004, dân số đô thị này là 5.676 người, diện tích là 6,6 km².
Briosco giáp các đô thị: Inverigo, Veduggio con Colzano, Renate, Besana in Brianza, Giussano, Carate Brianza, Verano Brianza.